# Dasymys foxi
Dasymys foxi es una especie de roedor de la familia Muridae.

## Distribución geográfica
Se encuentra solo en Nigeria.

## Hábitat
Su hábitat natural son: sabanas , húmedas  subtropicales o tropicales, plantaciones estacionalmente húmedas o inundadas, tierras bajas pastos, pantanos.